# Action (parti politique)
Pour les articles homonymes, voir Action.
Action (en italien : Azione, A ou Az) est un parti politique italien social-libéral fondé le 18 janvier 2019.

## Histoire
Son fondateur est Carlo Calenda, député européen au sein du groupe Renew Europe et ancien ministre italien du Développement économique (2016-2018). Initialement lancé sous le nom de Siamo Europei (SE) en français : « Nous sommes européens ». Il prend son nom actuel en novembre 2019 quand il devient officiellement un parti politique. Carlo Calenda décrit son parti comme « anti-populiste » et « anti-souverainiste ». Il explique que le nom du parti est une référence historique à l'éphémère Parti d'action de l'après-Seconde Guerre mondiale et une allusion au « socialisme libéral » de Carlo Rosselli.
Le parti s'allie au Parti démocrate à l'approche des élections générales de 2022 mais rompt cette alliance quelques jours plus tard en raison notamment de la présence de partis qui ont voté contre le gouvernement de Mario Draghi comme l'Alleanza Verdi e Sinistra, qui rassemble des partis écologistes et de gauche, et le parti centriste Impegno Civico. Durant la campagne électorale, Action est rejoint par des membres importants de Forza Italia, le parti de Silvio Berlusconi, opposés à l'alliance de leur parti derrière des formations d’extrême droite.
Le 21 octobre 2023, Action est admis comme membre du parti de l'Alliance des libéraux et des démocrates pour l'Europe.

## Programme
Son programme prévoit des baisses d'impôts, une restriction du revenu de citoyenneté, le soutien au nucléaire, une personnalisation accrue du président du Conseil qui serait directement élu, ou encore le renforcement du pouvoir des experts. Il est jugé proche de celui d’Emmanuel Macron en France.
Ces positions, qui se présentent comme « modernistes », séduisent surtout un électorat urbain et bourgeois.